# Kakukaku shikajika
Kakukaku shikajika (かくかくしかじか?) es un manga autobiográfico escrito e ilustrado por Akiko Higashimura. Fue serializado en la revista Cocohana de la editorial Shūeisha desde enero de 2012 hasta marzo de 2015. El manga fue ganador del gran premio del Japan Media Arts Festival.

## Argumento
Desde su juventud, la protagonista narra en forma autobiográfica sus inicios como estudiante de arte en un pequeño pueblo, cómo conoce a su primer maestro de arte, colegas y amigos; cuenta sus motivaciones, ideas, aventuras y frustraciones para convertirse en mangaka.

## Media

### Manga
Kakukaku shikajika es un manga autobiográfico de Akiko Higashimura, mangaka autora de obras como Kuragehime, inició su serialización en la revista Cocohana desde enero de 2012 y fue compilado por Shūeisha en un total de 5 volúmenes en formato tankōbon con contenido adicional como un sketchbook en varios volúmenes.

#### Lista de volúmenes
| 1                              | «Volumen 1» | 25 de julio de 2012 | ISBN 978-4-08-782457-5 |
| * Capítulos 1-7                |             |                     |                        |
| 2                              | «Volumen 2» | 24 de mayo de 2013  | ISBN 978-4-08-782653-1 |
| * Capítulos 8-14               |             |                     |                        |
| 3                              | «Volumen 3» | 24 de enero de 2014 | ISBN 978-4-08-782746-0 |
| * Capítulos 15-21 + sketchbook |             |                     |                        |
| 4                              | «Volumen 4» | 25 de julio de 2014 | ISBN 978-4-08-782797-2 |
| * Capítulos 22-28 + sketchbook |             |                     |                        |
| 5                              | «Volumen 5» | 25 de marzo de 2015 | ISBN 978-4-08-792004-8 |
| * Capítulos 29-34 + sketchbook |             |                     |                        |

## Recepción
El manga ocupó el lugar número 5 en el top 20 de manga para mujeres de Kono Manga ga Sugoi! en 2013 y 2014, fue cuarto lugar del Comic Natalie Grand Prize de la edición 2013. En 2015 ganó el premio Manga Taishō y fue elegido para el Gran Premio de la categoría manga del Festival Japan Media Arts. El manga ha vendido más de 49 mil copias del volumen 2 hasta junio de 2013 y el volumen 3 vendió más de 47 mil copias hasta febrero de 2014.